# Storbritannien i olympiska vinterspelen 1952
Storbritannien deltog med 18 deltagare vid de olympiska vinterspelen 1952 i Oslo. Totalt vann de en guldmedalj.

## Medaljer

### Guld
- Jeannette Altwegg - Konståkning.